# Anthus novaeseelandiae
Anthus novaeseelandiae là một loài chim trong họ Motacillidae.
Loài chim này sinh sống ở các khu vực mở tại Úc, New Zealand và New Guinea. Chúng sinh sống trong các môi trường sống mở như đồng cỏ, đất nông nghiệp, lề đường, lòng sông khô, cồn cát và rừng mở. Chúng bắt mồi trên mặt đất và bắt các loài động vật không xương sống nhỏ như bọ cánh cứng, nhện và côn trùng.

## Hình ảnh

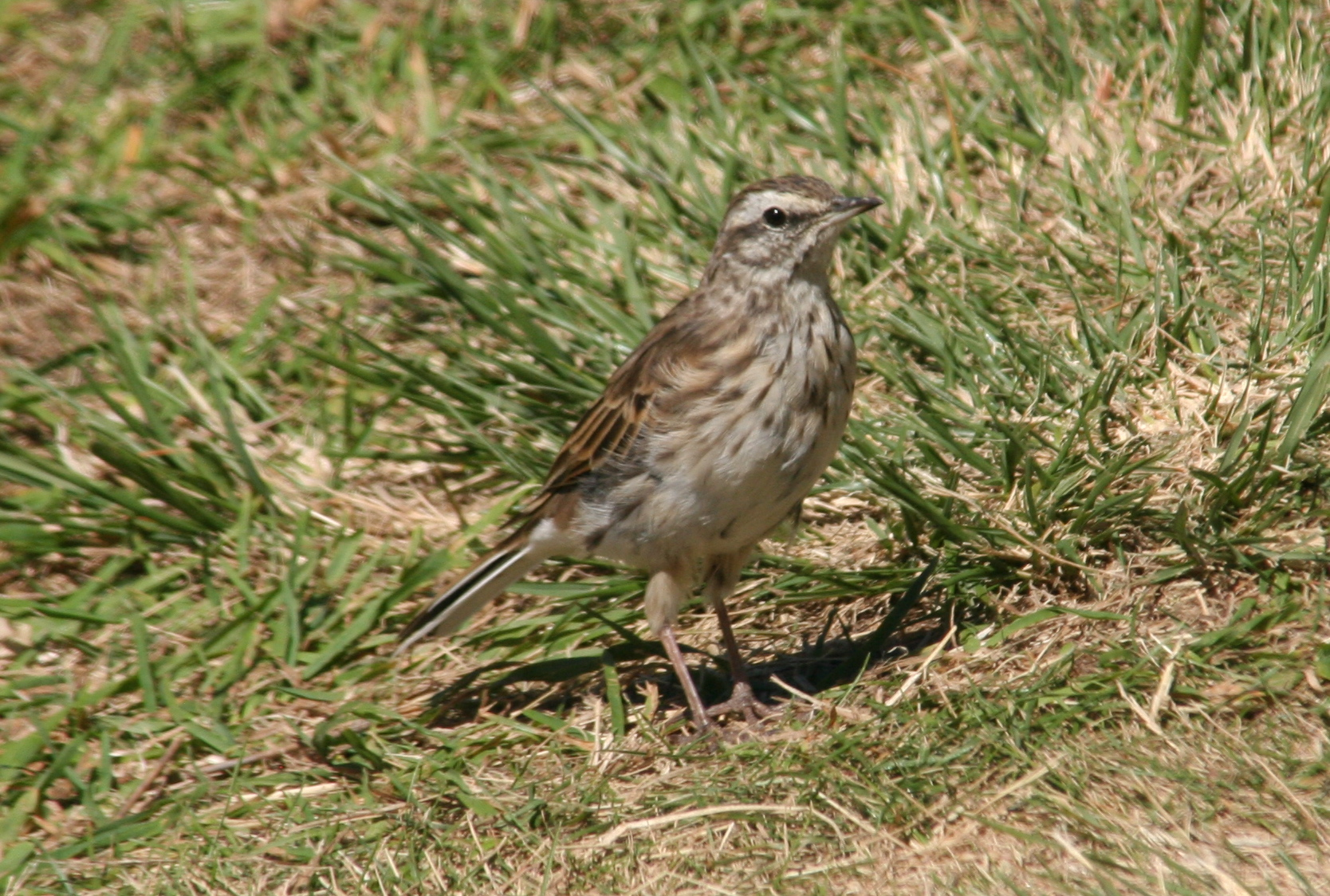
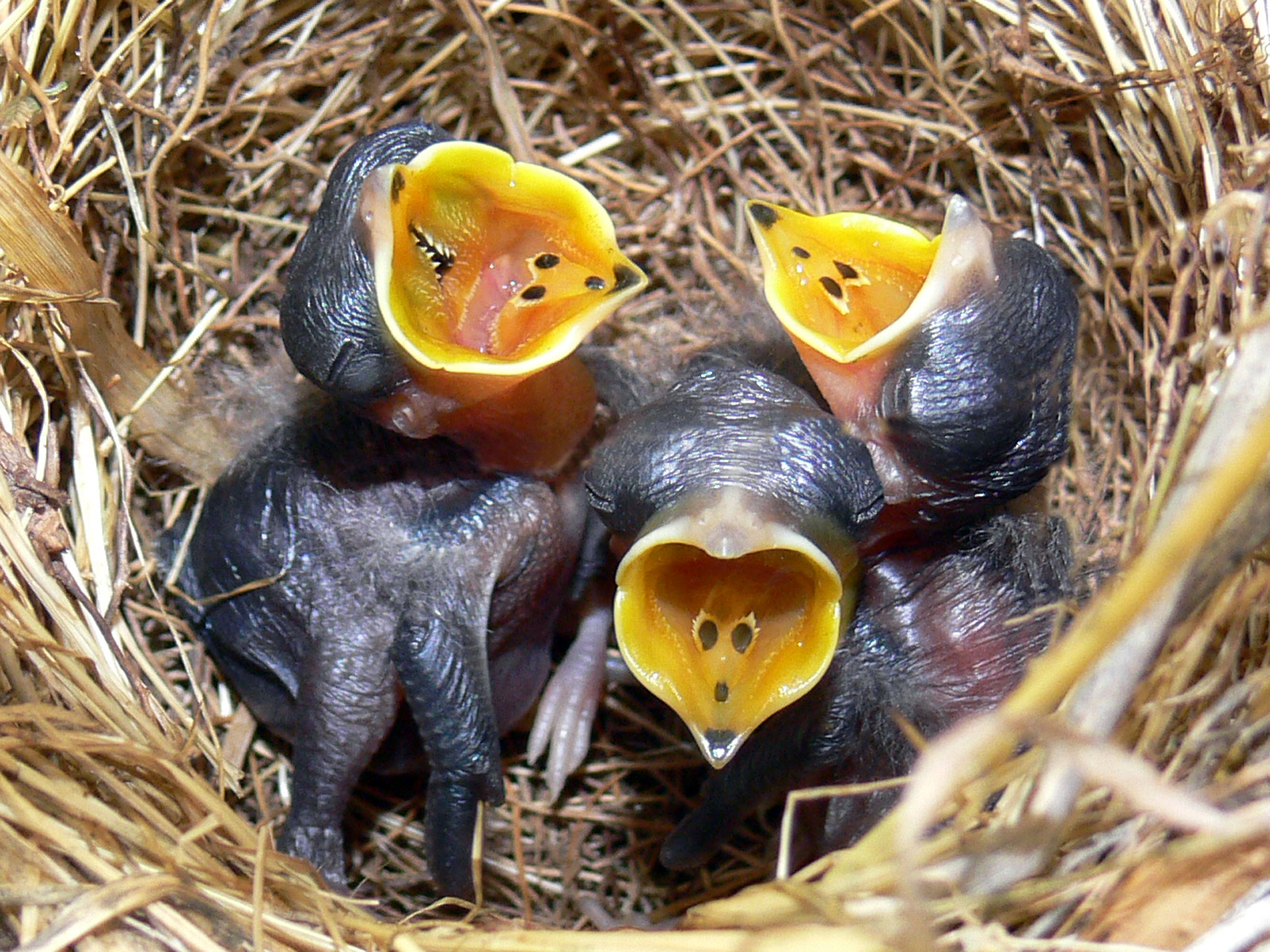
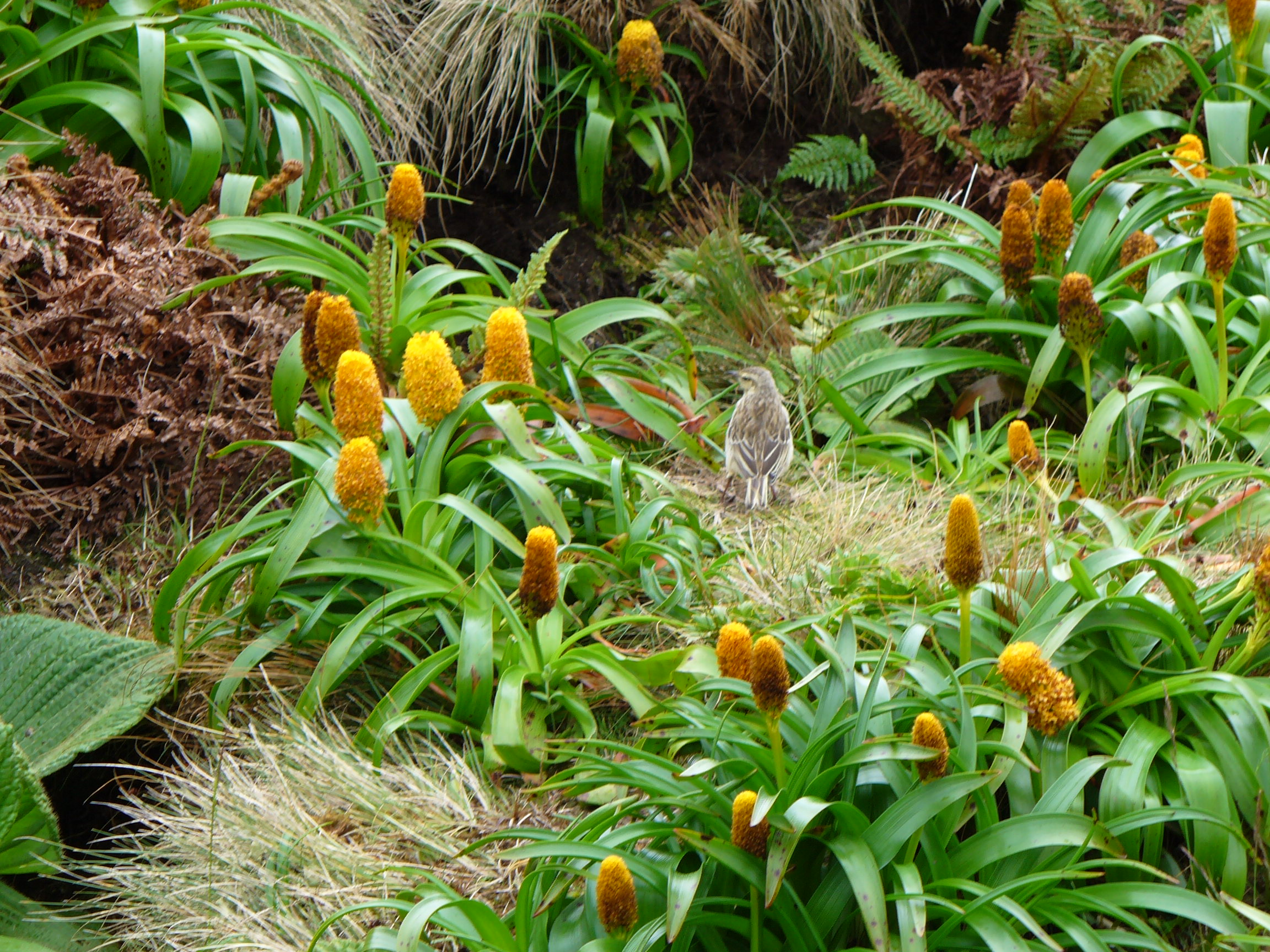
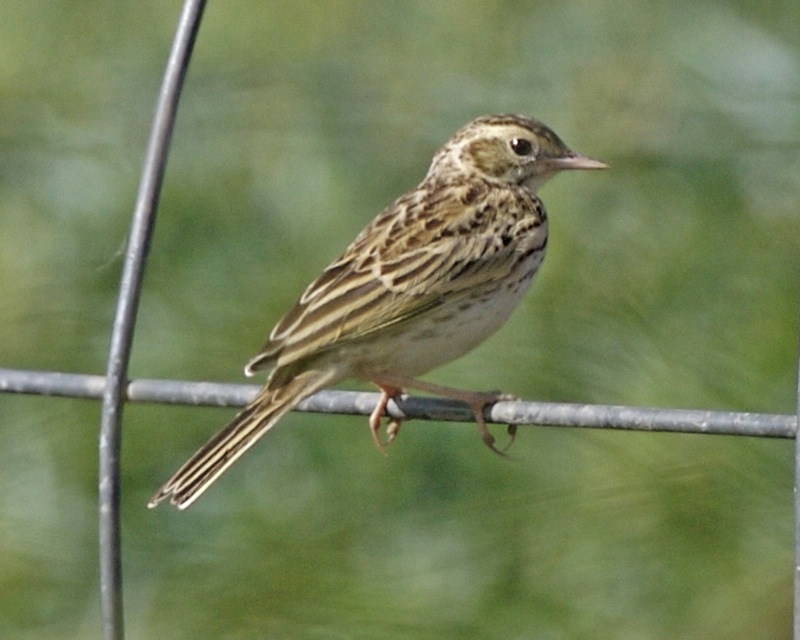
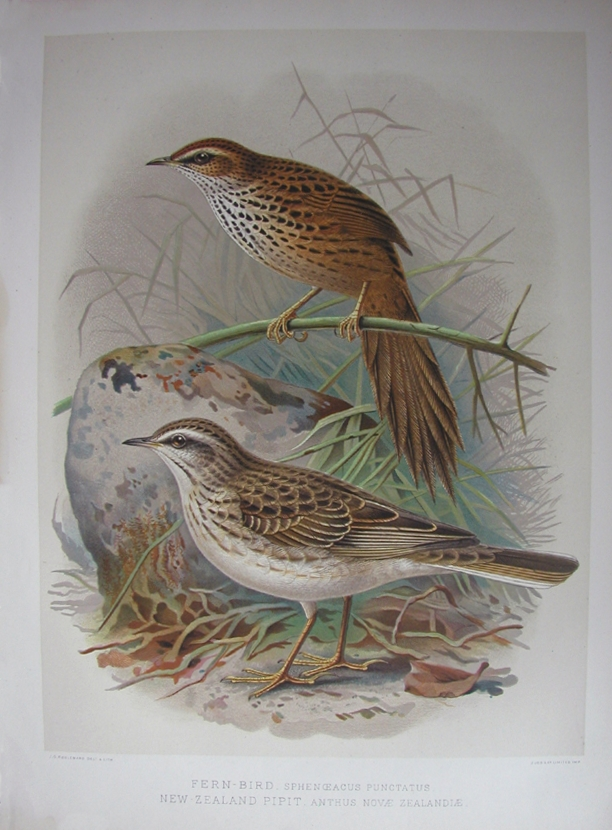
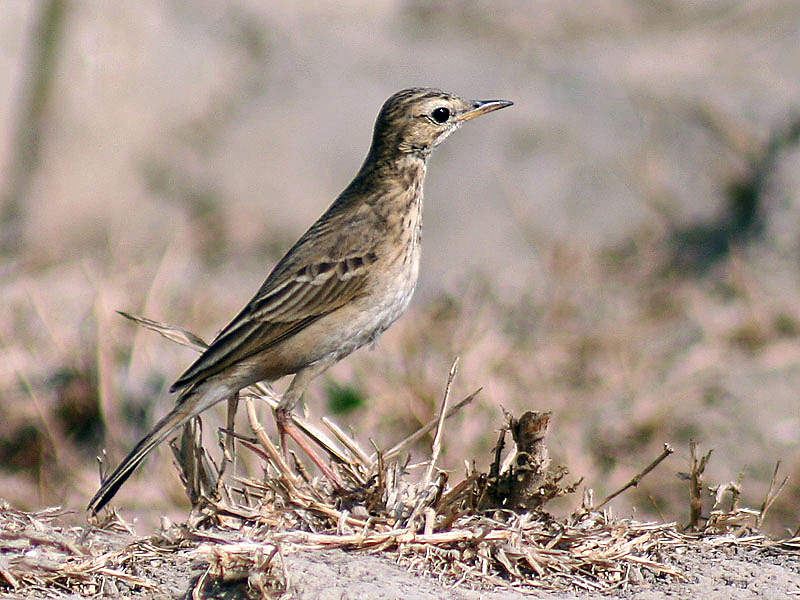